# Eunica concordia
Eunica concordia är en fjärilsart som beskrevs av William Chapman Hewitson 1852. Eunica concordia ingår i släktet Eunica och familjen praktfjärilar. Inga underarter finns listade i Catalogue of Life.

## Bildgalleri

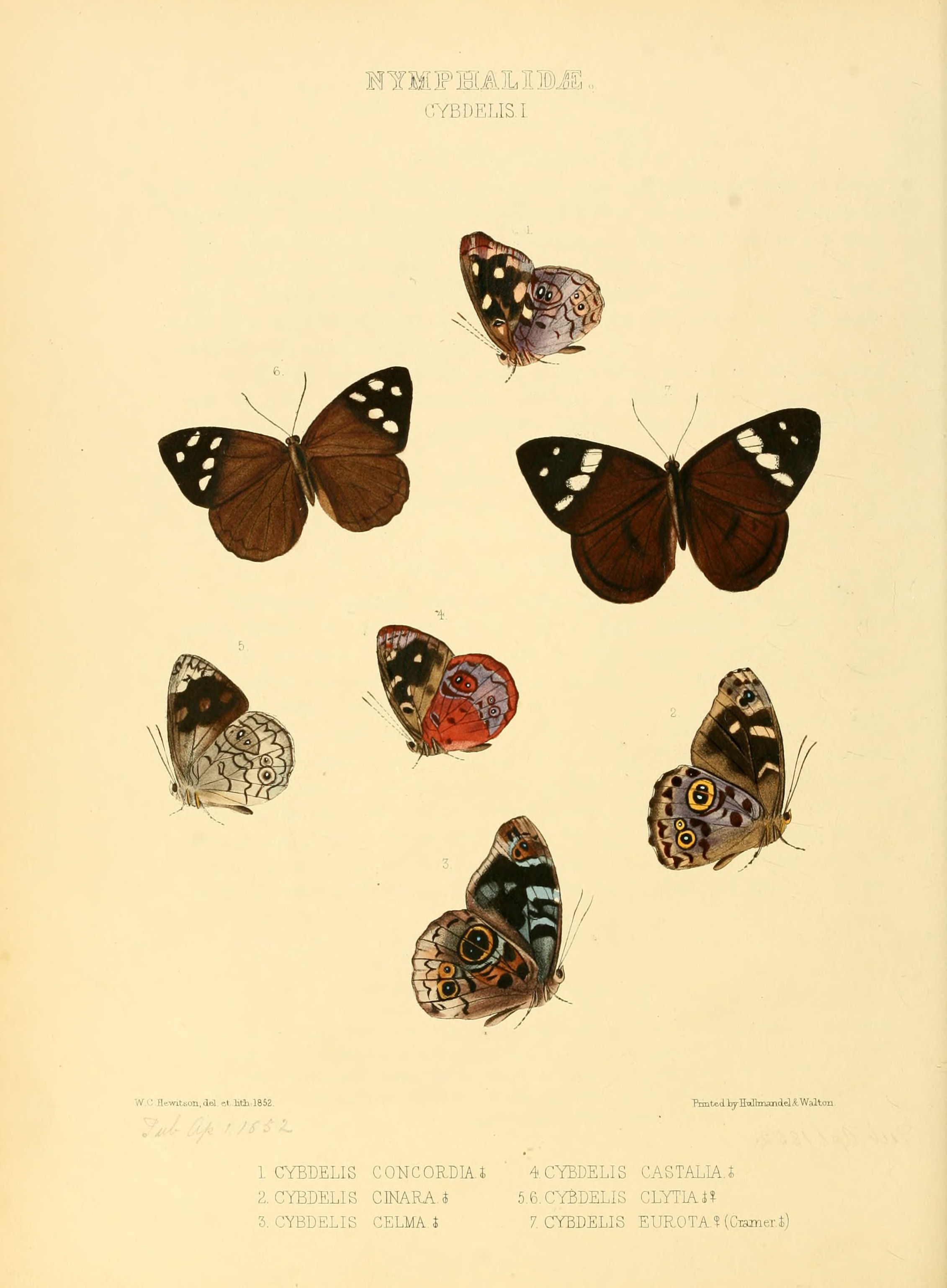